# 20 Ceti
Désignations
20 Ceti (en abrégé 20 Cet) est une étoile géante de la constellation équatoriale de la Baleine. Elle est visible à l'œil nu et sa magnitude apparente est de 4,76. L'étoile présente une parallaxe annuelle de 5,56 mas telle que mesurée par le satellite Hipparcos, ce qui permet d'en déduire qu'elle est distante d'approximativement ∼ 590 a.l. (∼ 181 pc) de la Terre. Elle s'éloigne du Système solaire à une vitesse radiale héliocentrique de +16 km/s.
20 Ceti est une étoile géante rouge, d'une température de surface de 3 920 K. Houk and Swift (1999) lui attribuent un type spectral de K5 III, tandis que Bright Star Catalogue lui attribue une classification un peu plus tardive de type M0III. Son rayon est environ 56 fois plus grand que le rayon solaire et sa luminosité est 1 044 fois supérieure à celle du Soleil.